# 부곡온천
부곡온천(釜谷溫泉)은 경상남도 창녕군 부곡면 온천중앙로 77에 위치한 유황 온천이다. 수온은 50~75°C이며, 만성 피부병ㆍ관절염ㆍ신경통ㆍ위장병ㆍ동맥 경화증ㆍ치질ㆍ변비ㆍ부인병 따위에 효과가 있다.
1973년 부곡면 거문리 덕암산 밑에서 자연 황천의 온천이 발견된 후, 48개 온천공에서 1일 3,000t의 풍부한 온천수가 나오고 있다. 주변 일대 경관이 아름다워 1977년 국민관광지로 지정되었으며, 고급호텔과 여관, 위락 시설, 공원 녹지 등이 갖추어진 국내 제일의 온천 지구로 관광객이 끊이지 않는다. 

## 개요
부곡온천은 옛날부터 가마솥처럼 생겼다고 부곡이라 불렸고, 마을(온정리)에 옴샘이라고 불렸던 뜨거운 물이 솟아나는 우물이 있다는 소문이 전국에 전해지면서 옴 환자들과 나병 환자 등 피부질환자들이 떼지어 와서 치료를 하였다하니 부곡온천의 수질이 타 온천보다 뛰어났음을 짐작할 수 있다.
지금의 온천이 개발된 것은 고 신현택옹께서 부곡면 거문리에 겨울눈이 바로 녹고 물이 따뜻하여 한겨울에도 빨래를 할 수 있는 샘물이 있다는 소문을 듣고 1972년 6월부터 온천 굴착을 시작하여, 1972년 12월 28일 지하 63m 지점에서 온천수가 솟아오른 것으로부터 시작된다.
1977년 국민관광지로 지정되었고, 1981년 온천지구지정, 1997년 관광특구로 지정 고시되어 오늘에 이르고 있다. 온천지 유래를 적은 기념비(1995. 9. 23.)가 원탕고운호텔 옆에 있다.
중부내륙고속도로 영산 인터체인지에서 동쪽으로 8km 떨어진 덕암산(德岩山:545m) 기슭에 자리한다. 조선시대 이전부터 영산온정(靈山溫井)이라고 불렀다. 1973년 1월에 68°C의 유황천이 솟아난 후, 꾸준한 개발을 추진한 결과 현재 48개의 온천공(溫泉孔)에서 1일 약 3,000t의 온천수를 얻고 있다. 탕온(湯溫)은 55∼79°C, 천질(泉質)은 81.7%의 황(黃)을 함유하여 관절염·피부병·신경통을 비롯한 여러 질환에 효과가 있다고 한다. 1977년에 주변 일대가 국민관광지로 지정되고, 고급호텔·여관·대중탕·콘도 등 온천시설 및 공원녹지 등이 갖추어져 있어 많은 관광객이 찾아온다.
- 부곡온천 관광특구 현황[2]

```
* 범위 : 경상남도 창녕군 부곡면 거문리, 사창리, 부곡리 일원
* 면적 : 4,819,000m
2

* 관광특구 지정일 : 1997년 1월 18일
```

## 명칭 유래
땅 모양이 가마솥처럼 생겼다고 하여 지열(地熱)과 관계되는 부곡(釜谷)이라는 이름이 붙여졌다고 한다. 이 마을에는 일찍부터 3개의 옹달샘이 있어서 한겨울에도 따뜻한 물이 솟아 빨래터로 이용되었다고 한다. 특히, 그 물은 피부병에 특효가 있어 각지에서 나병환자가 모여 목욕을 하고 간다고 하여 ‘문둥이샘’이라고도 불렀다.
이런 소문이 왕실에까지 전해져 조선 시대에 세조는 거기에서 목욕한 뒤 피부병인 옴을 완전히 치료하였다. 그리하여 이곳을 ‘옴샘’이라고도 불렀다.

## 현황
천질(泉質)은 유황천(硫黃泉)으로 매끄럽고 부드럽다. 수소이온농도(pH)는 9.16이다.
만성피부병·관절염·신경통·위장병·동맥경화증·치질·변비·부인병 등에 효과가 있다. 수온은 전국에서 가장 높은 50∼75°C의 고온이다. 목욕에 적당한 온도인 42∼43°C가 되도록 식혀서 쓰고 있다. 근대적 온천으로의 개발은 매우 늦은 편으로 1973년 1월 10일 신현택(申鉉澤)이 70°C의 유황온천수를 발견한 것이 시초가 되어 급격한 개발이 이루어졌다.
특히, 1977년 구마고속도로가 개통되고 국민 관광지로 지정됨에 따라 단순한 온천 휴양지로서만이 아니라, 각종 위락 시설을 갖춘 계획적인 종합 관광단지로 발달하게 되었다. 온천 용출 지역의 범위는 거문리 271-11번지의 22호 공을 중심으로 반경 1km 지역에 이르고 있다. 온천공은 약 30여 개가 개발되어 이용되고 있으며, 온천공의 깊이는 100∼200m이고, 1일 채수량은 6,000t에 이른다.
초대형 온천 대중탕과 관광호텔을 비롯하여 일반 호텔·콘도·여관·대중탕·음식점 등의 각종 위락 시설이 많이 있어 우리나라 최대의 온천 관광 휴양지로서의 면모를 갖추고 있다.
한편, 부곡온천은 국민관광지로 지정된 후 지속적인 관광객 유치와 온천휴양도시로의 발돋움을 위한 방안으로 1994년부터 부곡온천제를 개최하고 있다. 온정제와 문오장굿등 다양한 공연 및 행사를 선보이고 있다.

## 상세정보

### 이용가능시설
관광 안내소, 관광식당, 온천장, 숙박업소, 공용 족욕장 등

### 외국어 안내서비스
- 창녕군 문화관광 홈페이지에 영어, 중국어, 일본어 안내 서비스[5]
- 관광 안내소와 온천장 내에 영어, 일어 등의 안내 책자 비치

## 같이 보기
- 마금산온천